# Поттер, Уильям
Уильям Норвуд Поттер (англ. William Norwood Potter, 27 августа 1840, Лондон — 13 марта 1895, Саттон) — английский шахматист и шахматный журналист.

## Биография
Родился в семье Уильяма Поттера-старшего и его жены Энн Мэри (урожд. Мартин). Кроме него, в семье было еще 3 сына и дочь Мэри Поттер, впоследствии ставшая монахиней и причисленная в 1988 г. к лику блаженных в статусе досточтимой.
Получил юридическое образование, работал адвокатом (барристером).
О шахматной деятельности известно с 1867 г. В 1870 г. добился первого крупного успеха, победив в гандикап-турнире Лондонского шахматного клуба (при этом по ходу соревнования на равных обыграл Дж. Блэкберна и С. де Вера). В 1872—1874 гг. участвовал в матче по переписке Лондон — Вена. После того как большинство участников лондонской команды прекратили участие, вел игру совместно с будущим чемпионом мира В. Стейницем. Одну партию им удалось выиграть, другая завершилась вничью. Позже Стейниц назвал этот матч «началом систематического развития современных идей в шахматах».
В 1875 г. Поттер проиграл в упорном матче И. Цукерторту, а в 1879 г. завершил вничью матч с Дж. Мэзоном.
В 1876 г. Поттер участвовал в международном турнире, проводившемся в Лондоне.
Стейниц называл Поттера лучшим аналитиком Англии 1870-х гг. наравне с Цукертортом.
Был редактором шахматного отдела газеты "Westminster Papers" (1868—1879 гг.). С 1874 по 1876 гг. издавал журнал "City of London Chess Magazine", среди авторов которого были Стейниц и Цукерторт. С 1877 по 1885 гг. редактировал шахматный отдел журнала "Land and Water". Написал статью о шахматах для 9-го издания Британской энциклопедии.

## Вклад в теорию дебютов
|   | a | b | c | d | e | f | g | h |   |
| - | --- | --- | --- | --- | --- | --- | --- | --- | - |
| 8 | a8 чёрная ладья · c8 чёрный слон · d8 чёрный ферзь · e8 чёрный король · g8 чёрный конь · h8 чёрная ладья · a7 чёрная пешка · b7 чёрная пешка · c7 чёрная пешка · d7 чёрная пешка · f7 чёрная пешка · g7 чёрная пешка · h7 чёрная пешка · c6 чёрный конь · c5 чёрный слон · e4 белая пешка · b3 белый конь · a2 белая пешка · b2 белая пешка · c2 белая пешка · f2 белая пешка · g2 белая пешка · h2 белая пешка · a1 белая ладья · b1 белый конь · c1 белый слон · d1 белый ферзь · e1 белый король · f1 белый слон · h1 белая ладья | a8 чёрная ладья · c8 чёрный слон · d8 чёрный ферзь · e8 чёрный король · g8 чёрный конь · h8 чёрная ладья · a7 чёрная пешка · b7 чёрная пешка · c7 чёрная пешка · d7 чёрная пешка · f7 чёрная пешка · g7 чёрная пешка · h7 чёрная пешка · c6 чёрный конь · c5 чёрный слон · e4 белая пешка · b3 белый конь · a2 белая пешка · b2 белая пешка · c2 белая пешка · f2 белая пешка · g2 белая пешка · h2 белая пешка · a1 белая ладья · b1 белый конь · c1 белый слон · d1 белый ферзь · e1 белый король · f1 белый слон · h1 белая ладья | a8 чёрная ладья · c8 чёрный слон · d8 чёрный ферзь · e8 чёрный король · g8 чёрный конь · h8 чёрная ладья · a7 чёрная пешка · b7 чёрная пешка · c7 чёрная пешка · d7 чёрная пешка · f7 чёрная пешка · g7 чёрная пешка · h7 чёрная пешка · c6 чёрный конь · c5 чёрный слон · e4 белая пешка · b3 белый конь · a2 белая пешка · b2 белая пешка · c2 белая пешка · f2 белая пешка · g2 белая пешка · h2 белая пешка · a1 белая ладья · b1 белый конь · c1 белый слон · d1 белый ферзь · e1 белый король · f1 белый слон · h1 белая ладья | a8 чёрная ладья · c8 чёрный слон · d8 чёрный ферзь · e8 чёрный король · g8 чёрный конь · h8 чёрная ладья · a7 чёрная пешка · b7 чёрная пешка · c7 чёрная пешка · d7 чёрная пешка · f7 чёрная пешка · g7 чёрная пешка · h7 чёрная пешка · c6 чёрный конь · c5 чёрный слон · e4 белая пешка · b3 белый конь · a2 белая пешка · b2 белая пешка · c2 белая пешка · f2 белая пешка · g2 белая пешка · h2 белая пешка · a1 белая ладья · b1 белый конь · c1 белый слон · d1 белый ферзь · e1 белый король · f1 белый слон · h1 белая ладья | a8 чёрная ладья · c8 чёрный слон · d8 чёрный ферзь · e8 чёрный король · g8 чёрный конь · h8 чёрная ладья · a7 чёрная пешка · b7 чёрная пешка · c7 чёрная пешка · d7 чёрная пешка · f7 чёрная пешка · g7 чёрная пешка · h7 чёрная пешка · c6 чёрный конь · c5 чёрный слон · e4 белая пешка · b3 белый конь · a2 белая пешка · b2 белая пешка · c2 белая пешка · f2 белая пешка · g2 белая пешка · h2 белая пешка · a1 белая ладья · b1 белый конь · c1 белый слон · d1 белый ферзь · e1 белый король · f1 белый слон · h1 белая ладья | a8 чёрная ладья · c8 чёрный слон · d8 чёрный ферзь · e8 чёрный король · g8 чёрный конь · h8 чёрная ладья · a7 чёрная пешка · b7 чёрная пешка · c7 чёрная пешка · d7 чёрная пешка · f7 чёрная пешка · g7 чёрная пешка · h7 чёрная пешка · c6 чёрный конь · c5 чёрный слон · e4 белая пешка · b3 белый конь · a2 белая пешка · b2 белая пешка · c2 белая пешка · f2 белая пешка · g2 белая пешка · h2 белая пешка · a1 белая ладья · b1 белый конь · c1 белый слон · d1 белый ферзь · e1 белый король · f1 белый слон · h1 белая ладья | a8 чёрная ладья · c8 чёрный слон · d8 чёрный ферзь · e8 чёрный король · g8 чёрный конь · h8 чёрная ладья · a7 чёрная пешка · b7 чёрная пешка · c7 чёрная пешка · d7 чёрная пешка · f7 чёрная пешка · g7 чёрная пешка · h7 чёрная пешка · c6 чёрный конь · c5 чёрный слон · e4 белая пешка · b3 белый конь · a2 белая пешка · b2 белая пешка · c2 белая пешка · f2 белая пешка · g2 белая пешка · h2 белая пешка · a1 белая ладья · b1 белый конь · c1 белый слон · d1 белый ферзь · e1 белый король · f1 белый слон · h1 белая ладья | a8 чёрная ладья · c8 чёрный слон · d8 чёрный ферзь · e8 чёрный король · g8 чёрный конь · h8 чёрная ладья · a7 чёрная пешка · b7 чёрная пешка · c7 чёрная пешка · d7 чёрная пешка · f7 чёрная пешка · g7 чёрная пешка · h7 чёрная пешка · c6 чёрный конь · c5 чёрный слон · e4 белая пешка · b3 белый конь · a2 белая пешка · b2 белая пешка · c2 белая пешка · f2 белая пешка · g2 белая пешка · h2 белая пешка · a1 белая ладья · b1 белый конь · c1 белый слон · d1 белый ферзь · e1 белый король · f1 белый слон · h1 белая ладья | 8 |
| 7 | a8 чёрная ладья · c8 чёрный слон · d8 чёрный ферзь · e8 чёрный король · g8 чёрный конь · h8 чёрная ладья · a7 чёрная пешка · b7 чёрная пешка · c7 чёрная пешка · d7 чёрная пешка · f7 чёрная пешка · g7 чёрная пешка · h7 чёрная пешка · c6 чёрный конь · c5 чёрный слон · e4 белая пешка · b3 белый конь · a2 белая пешка · b2 белая пешка · c2 белая пешка · f2 белая пешка · g2 белая пешка · h2 белая пешка · a1 белая ладья · b1 белый конь · c1 белый слон · d1 белый ферзь · e1 белый король · f1 белый слон · h1 белая ладья | a8 чёрная ладья · c8 чёрный слон · d8 чёрный ферзь · e8 чёрный король · g8 чёрный конь · h8 чёрная ладья · a7 чёрная пешка · b7 чёрная пешка · c7 чёрная пешка · d7 чёрная пешка · f7 чёрная пешка · g7 чёрная пешка · h7 чёрная пешка · c6 чёрный конь · c5 чёрный слон · e4 белая пешка · b3 белый конь · a2 белая пешка · b2 белая пешка · c2 белая пешка · f2 белая пешка · g2 белая пешка · h2 белая пешка · a1 белая ладья · b1 белый конь · c1 белый слон · d1 белый ферзь · e1 белый король · f1 белый слон · h1 белая ладья | a8 чёрная ладья · c8 чёрный слон · d8 чёрный ферзь · e8 чёрный король · g8 чёрный конь · h8 чёрная ладья · a7 чёрная пешка · b7 чёрная пешка · c7 чёрная пешка · d7 чёрная пешка · f7 чёрная пешка · g7 чёрная пешка · h7 чёрная пешка · c6 чёрный конь · c5 чёрный слон · e4 белая пешка · b3 белый конь · a2 белая пешка · b2 белая пешка · c2 белая пешка · f2 белая пешка · g2 белая пешка · h2 белая пешка · a1 белая ладья · b1 белый конь · c1 белый слон · d1 белый ферзь · e1 белый король · f1 белый слон · h1 белая ладья | a8 чёрная ладья · c8 чёрный слон · d8 чёрный ферзь · e8 чёрный король · g8 чёрный конь · h8 чёрная ладья · a7 чёрная пешка · b7 чёрная пешка · c7 чёрная пешка · d7 чёрная пешка · f7 чёрная пешка · g7 чёрная пешка · h7 чёрная пешка · c6 чёрный конь · c5 чёрный слон · e4 белая пешка · b3 белый конь · a2 белая пешка · b2 белая пешка · c2 белая пешка · f2 белая пешка · g2 белая пешка · h2 белая пешка · a1 белая ладья · b1 белый конь · c1 белый слон · d1 белый ферзь · e1 белый король · f1 белый слон · h1 белая ладья | a8 чёрная ладья · c8 чёрный слон · d8 чёрный ферзь · e8 чёрный король · g8 чёрный конь · h8 чёрная ладья · a7 чёрная пешка · b7 чёрная пешка · c7 чёрная пешка · d7 чёрная пешка · f7 чёрная пешка · g7 чёрная пешка · h7 чёрная пешка · c6 чёрный конь · c5 чёрный слон · e4 белая пешка · b3 белый конь · a2 белая пешка · b2 белая пешка · c2 белая пешка · f2 белая пешка · g2 белая пешка · h2 белая пешка · a1 белая ладья · b1 белый конь · c1 белый слон · d1 белый ферзь · e1 белый король · f1 белый слон · h1 белая ладья | a8 чёрная ладья · c8 чёрный слон · d8 чёрный ферзь · e8 чёрный король · g8 чёрный конь · h8 чёрная ладья · a7 чёрная пешка · b7 чёрная пешка · c7 чёрная пешка · d7 чёрная пешка · f7 чёрная пешка · g7 чёрная пешка · h7 чёрная пешка · c6 чёрный конь · c5 чёрный слон · e4 белая пешка · b3 белый конь · a2 белая пешка · b2 белая пешка · c2 белая пешка · f2 белая пешка · g2 белая пешка · h2 белая пешка · a1 белая ладья · b1 белый конь · c1 белый слон · d1 белый ферзь · e1 белый король · f1 белый слон · h1 белая ладья | a8 чёрная ладья · c8 чёрный слон · d8 чёрный ферзь · e8 чёрный король · g8 чёрный конь · h8 чёрная ладья · a7 чёрная пешка · b7 чёрная пешка · c7 чёрная пешка · d7 чёрная пешка · f7 чёрная пешка · g7 чёрная пешка · h7 чёрная пешка · c6 чёрный конь · c5 чёрный слон · e4 белая пешка · b3 белый конь · a2 белая пешка · b2 белая пешка · c2 белая пешка · f2 белая пешка · g2 белая пешка · h2 белая пешка · a1 белая ладья · b1 белый конь · c1 белый слон · d1 белый ферзь · e1 белый король · f1 белый слон · h1 белая ладья | a8 чёрная ладья · c8 чёрный слон · d8 чёрный ферзь · e8 чёрный король · g8 чёрный конь · h8 чёрная ладья · a7 чёрная пешка · b7 чёрная пешка · c7 чёрная пешка · d7 чёрная пешка · f7 чёрная пешка · g7 чёрная пешка · h7 чёрная пешка · c6 чёрный конь · c5 чёрный слон · e4 белая пешка · b3 белый конь · a2 белая пешка · b2 белая пешка · c2 белая пешка · f2 белая пешка · g2 белая пешка · h2 белая пешка · a1 белая ладья · b1 белый конь · c1 белый слон · d1 белый ферзь · e1 белый король · f1 белый слон · h1 белая ладья | 7 |
| 6 | a8 чёрная ладья · c8 чёрный слон · d8 чёрный ферзь · e8 чёрный король · g8 чёрный конь · h8 чёрная ладья · a7 чёрная пешка · b7 чёрная пешка · c7 чёрная пешка · d7 чёрная пешка · f7 чёрная пешка · g7 чёрная пешка · h7 чёрная пешка · c6 чёрный конь · c5 чёрный слон · e4 белая пешка · b3 белый конь · a2 белая пешка · b2 белая пешка · c2 белая пешка · f2 белая пешка · g2 белая пешка · h2 белая пешка · a1 белая ладья · b1 белый конь · c1 белый слон · d1 белый ферзь · e1 белый король · f1 белый слон · h1 белая ладья | a8 чёрная ладья · c8 чёрный слон · d8 чёрный ферзь · e8 чёрный король · g8 чёрный конь · h8 чёрная ладья · a7 чёрная пешка · b7 чёрная пешка · c7 чёрная пешка · d7 чёрная пешка · f7 чёрная пешка · g7 чёрная пешка · h7 чёрная пешка · c6 чёрный конь · c5 чёрный слон · e4 белая пешка · b3 белый конь · a2 белая пешка · b2 белая пешка · c2 белая пешка · f2 белая пешка · g2 белая пешка · h2 белая пешка · a1 белая ладья · b1 белый конь · c1 белый слон · d1 белый ферзь · e1 белый король · f1 белый слон · h1 белая ладья | a8 чёрная ладья · c8 чёрный слон · d8 чёрный ферзь · e8 чёрный король · g8 чёрный конь · h8 чёрная ладья · a7 чёрная пешка · b7 чёрная пешка · c7 чёрная пешка · d7 чёрная пешка · f7 чёрная пешка · g7 чёрная пешка · h7 чёрная пешка · c6 чёрный конь · c5 чёрный слон · e4 белая пешка · b3 белый конь · a2 белая пешка · b2 белая пешка · c2 белая пешка · f2 белая пешка · g2 белая пешка · h2 белая пешка · a1 белая ладья · b1 белый конь · c1 белый слон · d1 белый ферзь · e1 белый король · f1 белый слон · h1 белая ладья | a8 чёрная ладья · c8 чёрный слон · d8 чёрный ферзь · e8 чёрный король · g8 чёрный конь · h8 чёрная ладья · a7 чёрная пешка · b7 чёрная пешка · c7 чёрная пешка · d7 чёрная пешка · f7 чёрная пешка · g7 чёрная пешка · h7 чёрная пешка · c6 чёрный конь · c5 чёрный слон · e4 белая пешка · b3 белый конь · a2 белая пешка · b2 белая пешка · c2 белая пешка · f2 белая пешка · g2 белая пешка · h2 белая пешка · a1 белая ладья · b1 белый конь · c1 белый слон · d1 белый ферзь · e1 белый король · f1 белый слон · h1 белая ладья | a8 чёрная ладья · c8 чёрный слон · d8 чёрный ферзь · e8 чёрный король · g8 чёрный конь · h8 чёрная ладья · a7 чёрная пешка · b7 чёрная пешка · c7 чёрная пешка · d7 чёрная пешка · f7 чёрная пешка · g7 чёрная пешка · h7 чёрная пешка · c6 чёрный конь · c5 чёрный слон · e4 белая пешка · b3 белый конь · a2 белая пешка · b2 белая пешка · c2 белая пешка · f2 белая пешка · g2 белая пешка · h2 белая пешка · a1 белая ладья · b1 белый конь · c1 белый слон · d1 белый ферзь · e1 белый король · f1 белый слон · h1 белая ладья | a8 чёрная ладья · c8 чёрный слон · d8 чёрный ферзь · e8 чёрный король · g8 чёрный конь · h8 чёрная ладья · a7 чёрная пешка · b7 чёрная пешка · c7 чёрная пешка · d7 чёрная пешка · f7 чёрная пешка · g7 чёрная пешка · h7 чёрная пешка · c6 чёрный конь · c5 чёрный слон · e4 белая пешка · b3 белый конь · a2 белая пешка · b2 белая пешка · c2 белая пешка · f2 белая пешка · g2 белая пешка · h2 белая пешка · a1 белая ладья · b1 белый конь · c1 белый слон · d1 белый ферзь · e1 белый король · f1 белый слон · h1 белая ладья | a8 чёрная ладья · c8 чёрный слон · d8 чёрный ферзь · e8 чёрный король · g8 чёрный конь · h8 чёрная ладья · a7 чёрная пешка · b7 чёрная пешка · c7 чёрная пешка · d7 чёрная пешка · f7 чёрная пешка · g7 чёрная пешка · h7 чёрная пешка · c6 чёрный конь · c5 чёрный слон · e4 белая пешка · b3 белый конь · a2 белая пешка · b2 белая пешка · c2 белая пешка · f2 белая пешка · g2 белая пешка · h2 белая пешка · a1 белая ладья · b1 белый конь · c1 белый слон · d1 белый ферзь · e1 белый король · f1 белый слон · h1 белая ладья | a8 чёрная ладья · c8 чёрный слон · d8 чёрный ферзь · e8 чёрный король · g8 чёрный конь · h8 чёрная ладья · a7 чёрная пешка · b7 чёрная пешка · c7 чёрная пешка · d7 чёрная пешка · f7 чёрная пешка · g7 чёрная пешка · h7 чёрная пешка · c6 чёрный конь · c5 чёрный слон · e4 белая пешка · b3 белый конь · a2 белая пешка · b2 белая пешка · c2 белая пешка · f2 белая пешка · g2 белая пешка · h2 белая пешка · a1 белая ладья · b1 белый конь · c1 белый слон · d1 белый ферзь · e1 белый король · f1 белый слон · h1 белая ладья | 6 |
| 5 | a8 чёрная ладья · c8 чёрный слон · d8 чёрный ферзь · e8 чёрный король · g8 чёрный конь · h8 чёрная ладья · a7 чёрная пешка · b7 чёрная пешка · c7 чёрная пешка · d7 чёрная пешка · f7 чёрная пешка · g7 чёрная пешка · h7 чёрная пешка · c6 чёрный конь · c5 чёрный слон · e4 белая пешка · b3 белый конь · a2 белая пешка · b2 белая пешка · c2 белая пешка · f2 белая пешка · g2 белая пешка · h2 белая пешка · a1 белая ладья · b1 белый конь · c1 белый слон · d1 белый ферзь · e1 белый король · f1 белый слон · h1 белая ладья | a8 чёрная ладья · c8 чёрный слон · d8 чёрный ферзь · e8 чёрный король · g8 чёрный конь · h8 чёрная ладья · a7 чёрная пешка · b7 чёрная пешка · c7 чёрная пешка · d7 чёрная пешка · f7 чёрная пешка · g7 чёрная пешка · h7 чёрная пешка · c6 чёрный конь · c5 чёрный слон · e4 белая пешка · b3 белый конь · a2 белая пешка · b2 белая пешка · c2 белая пешка · f2 белая пешка · g2 белая пешка · h2 белая пешка · a1 белая ладья · b1 белый конь · c1 белый слон · d1 белый ферзь · e1 белый король · f1 белый слон · h1 белая ладья | a8 чёрная ладья · c8 чёрный слон · d8 чёрный ферзь · e8 чёрный король · g8 чёрный конь · h8 чёрная ладья · a7 чёрная пешка · b7 чёрная пешка · c7 чёрная пешка · d7 чёрная пешка · f7 чёрная пешка · g7 чёрная пешка · h7 чёрная пешка · c6 чёрный конь · c5 чёрный слон · e4 белая пешка · b3 белый конь · a2 белая пешка · b2 белая пешка · c2 белая пешка · f2 белая пешка · g2 белая пешка · h2 белая пешка · a1 белая ладья · b1 белый конь · c1 белый слон · d1 белый ферзь · e1 белый король · f1 белый слон · h1 белая ладья | a8 чёрная ладья · c8 чёрный слон · d8 чёрный ферзь · e8 чёрный король · g8 чёрный конь · h8 чёрная ладья · a7 чёрная пешка · b7 чёрная пешка · c7 чёрная пешка · d7 чёрная пешка · f7 чёрная пешка · g7 чёрная пешка · h7 чёрная пешка · c6 чёрный конь · c5 чёрный слон · e4 белая пешка · b3 белый конь · a2 белая пешка · b2 белая пешка · c2 белая пешка · f2 белая пешка · g2 белая пешка · h2 белая пешка · a1 белая ладья · b1 белый конь · c1 белый слон · d1 белый ферзь · e1 белый король · f1 белый слон · h1 белая ладья | a8 чёрная ладья · c8 чёрный слон · d8 чёрный ферзь · e8 чёрный король · g8 чёрный конь · h8 чёрная ладья · a7 чёрная пешка · b7 чёрная пешка · c7 чёрная пешка · d7 чёрная пешка · f7 чёрная пешка · g7 чёрная пешка · h7 чёрная пешка · c6 чёрный конь · c5 чёрный слон · e4 белая пешка · b3 белый конь · a2 белая пешка · b2 белая пешка · c2 белая пешка · f2 белая пешка · g2 белая пешка · h2 белая пешка · a1 белая ладья · b1 белый конь · c1 белый слон · d1 белый ферзь · e1 белый король · f1 белый слон · h1 белая ладья | a8 чёрная ладья · c8 чёрный слон · d8 чёрный ферзь · e8 чёрный король · g8 чёрный конь · h8 чёрная ладья · a7 чёрная пешка · b7 чёрная пешка · c7 чёрная пешка · d7 чёрная пешка · f7 чёрная пешка · g7 чёрная пешка · h7 чёрная пешка · c6 чёрный конь · c5 чёрный слон · e4 белая пешка · b3 белый конь · a2 белая пешка · b2 белая пешка · c2 белая пешка · f2 белая пешка · g2 белая пешка · h2 белая пешка · a1 белая ладья · b1 белый конь · c1 белый слон · d1 белый ферзь · e1 белый король · f1 белый слон · h1 белая ладья | a8 чёрная ладья · c8 чёрный слон · d8 чёрный ферзь · e8 чёрный король · g8 чёрный конь · h8 чёрная ладья · a7 чёрная пешка · b7 чёрная пешка · c7 чёрная пешка · d7 чёрная пешка · f7 чёрная пешка · g7 чёрная пешка · h7 чёрная пешка · c6 чёрный конь · c5 чёрный слон · e4 белая пешка · b3 белый конь · a2 белая пешка · b2 белая пешка · c2 белая пешка · f2 белая пешка · g2 белая пешка · h2 белая пешка · a1 белая ладья · b1 белый конь · c1 белый слон · d1 белый ферзь · e1 белый король · f1 белый слон · h1 белая ладья | a8 чёрная ладья · c8 чёрный слон · d8 чёрный ферзь · e8 чёрный король · g8 чёрный конь · h8 чёрная ладья · a7 чёрная пешка · b7 чёрная пешка · c7 чёрная пешка · d7 чёрная пешка · f7 чёрная пешка · g7 чёрная пешка · h7 чёрная пешка · c6 чёрный конь · c5 чёрный слон · e4 белая пешка · b3 белый конь · a2 белая пешка · b2 белая пешка · c2 белая пешка · f2 белая пешка · g2 белая пешка · h2 белая пешка · a1 белая ладья · b1 белый конь · c1 белый слон · d1 белый ферзь · e1 белый король · f1 белый слон · h1 белая ладья | 5 |
| 4 | a8 чёрная ладья · c8 чёрный слон · d8 чёрный ферзь · e8 чёрный король · g8 чёрный конь · h8 чёрная ладья · a7 чёрная пешка · b7 чёрная пешка · c7 чёрная пешка · d7 чёрная пешка · f7 чёрная пешка · g7 чёрная пешка · h7 чёрная пешка · c6 чёрный конь · c5 чёрный слон · e4 белая пешка · b3 белый конь · a2 белая пешка · b2 белая пешка · c2 белая пешка · f2 белая пешка · g2 белая пешка · h2 белая пешка · a1 белая ладья · b1 белый конь · c1 белый слон · d1 белый ферзь · e1 белый король · f1 белый слон · h1 белая ладья | a8 чёрная ладья · c8 чёрный слон · d8 чёрный ферзь · e8 чёрный король · g8 чёрный конь · h8 чёрная ладья · a7 чёрная пешка · b7 чёрная пешка · c7 чёрная пешка · d7 чёрная пешка · f7 чёрная пешка · g7 чёрная пешка · h7 чёрная пешка · c6 чёрный конь · c5 чёрный слон · e4 белая пешка · b3 белый конь · a2 белая пешка · b2 белая пешка · c2 белая пешка · f2 белая пешка · g2 белая пешка · h2 белая пешка · a1 белая ладья · b1 белый конь · c1 белый слон · d1 белый ферзь · e1 белый король · f1 белый слон · h1 белая ладья | a8 чёрная ладья · c8 чёрный слон · d8 чёрный ферзь · e8 чёрный король · g8 чёрный конь · h8 чёрная ладья · a7 чёрная пешка · b7 чёрная пешка · c7 чёрная пешка · d7 чёрная пешка · f7 чёрная пешка · g7 чёрная пешка · h7 чёрная пешка · c6 чёрный конь · c5 чёрный слон · e4 белая пешка · b3 белый конь · a2 белая пешка · b2 белая пешка · c2 белая пешка · f2 белая пешка · g2 белая пешка · h2 белая пешка · a1 белая ладья · b1 белый конь · c1 белый слон · d1 белый ферзь · e1 белый король · f1 белый слон · h1 белая ладья | a8 чёрная ладья · c8 чёрный слон · d8 чёрный ферзь · e8 чёрный король · g8 чёрный конь · h8 чёрная ладья · a7 чёрная пешка · b7 чёрная пешка · c7 чёрная пешка · d7 чёрная пешка · f7 чёрная пешка · g7 чёрная пешка · h7 чёрная пешка · c6 чёрный конь · c5 чёрный слон · e4 белая пешка · b3 белый конь · a2 белая пешка · b2 белая пешка · c2 белая пешка · f2 белая пешка · g2 белая пешка · h2 белая пешка · a1 белая ладья · b1 белый конь · c1 белый слон · d1 белый ферзь · e1 белый король · f1 белый слон · h1 белая ладья | a8 чёрная ладья · c8 чёрный слон · d8 чёрный ферзь · e8 чёрный король · g8 чёрный конь · h8 чёрная ладья · a7 чёрная пешка · b7 чёрная пешка · c7 чёрная пешка · d7 чёрная пешка · f7 чёрная пешка · g7 чёрная пешка · h7 чёрная пешка · c6 чёрный конь · c5 чёрный слон · e4 белая пешка · b3 белый конь · a2 белая пешка · b2 белая пешка · c2 белая пешка · f2 белая пешка · g2 белая пешка · h2 белая пешка · a1 белая ладья · b1 белый конь · c1 белый слон · d1 белый ферзь · e1 белый король · f1 белый слон · h1 белая ладья | a8 чёрная ладья · c8 чёрный слон · d8 чёрный ферзь · e8 чёрный король · g8 чёрный конь · h8 чёрная ладья · a7 чёрная пешка · b7 чёрная пешка · c7 чёрная пешка · d7 чёрная пешка · f7 чёрная пешка · g7 чёрная пешка · h7 чёрная пешка · c6 чёрный конь · c5 чёрный слон · e4 белая пешка · b3 белый конь · a2 белая пешка · b2 белая пешка · c2 белая пешка · f2 белая пешка · g2 белая пешка · h2 белая пешка · a1 белая ладья · b1 белый конь · c1 белый слон · d1 белый ферзь · e1 белый король · f1 белый слон · h1 белая ладья | a8 чёрная ладья · c8 чёрный слон · d8 чёрный ферзь · e8 чёрный король · g8 чёрный конь · h8 чёрная ладья · a7 чёрная пешка · b7 чёрная пешка · c7 чёрная пешка · d7 чёрная пешка · f7 чёрная пешка · g7 чёрная пешка · h7 чёрная пешка · c6 чёрный конь · c5 чёрный слон · e4 белая пешка · b3 белый конь · a2 белая пешка · b2 белая пешка · c2 белая пешка · f2 белая пешка · g2 белая пешка · h2 белая пешка · a1 белая ладья · b1 белый конь · c1 белый слон · d1 белый ферзь · e1 белый король · f1 белый слон · h1 белая ладья | a8 чёрная ладья · c8 чёрный слон · d8 чёрный ферзь · e8 чёрный король · g8 чёрный конь · h8 чёрная ладья · a7 чёрная пешка · b7 чёрная пешка · c7 чёрная пешка · d7 чёрная пешка · f7 чёрная пешка · g7 чёрная пешка · h7 чёрная пешка · c6 чёрный конь · c5 чёрный слон · e4 белая пешка · b3 белый конь · a2 белая пешка · b2 белая пешка · c2 белая пешка · f2 белая пешка · g2 белая пешка · h2 белая пешка · a1 белая ладья · b1 белый конь · c1 белый слон · d1 белый ферзь · e1 белый король · f1 белый слон · h1 белая ладья | 4 |
| 3 | a8 чёрная ладья · c8 чёрный слон · d8 чёрный ферзь · e8 чёрный король · g8 чёрный конь · h8 чёрная ладья · a7 чёрная пешка · b7 чёрная пешка · c7 чёрная пешка · d7 чёрная пешка · f7 чёрная пешка · g7 чёрная пешка · h7 чёрная пешка · c6 чёрный конь · c5 чёрный слон · e4 белая пешка · b3 белый конь · a2 белая пешка · b2 белая пешка · c2 белая пешка · f2 белая пешка · g2 белая пешка · h2 белая пешка · a1 белая ладья · b1 белый конь · c1 белый слон · d1 белый ферзь · e1 белый король · f1 белый слон · h1 белая ладья | a8 чёрная ладья · c8 чёрный слон · d8 чёрный ферзь · e8 чёрный король · g8 чёрный конь · h8 чёрная ладья · a7 чёрная пешка · b7 чёрная пешка · c7 чёрная пешка · d7 чёрная пешка · f7 чёрная пешка · g7 чёрная пешка · h7 чёрная пешка · c6 чёрный конь · c5 чёрный слон · e4 белая пешка · b3 белый конь · a2 белая пешка · b2 белая пешка · c2 белая пешка · f2 белая пешка · g2 белая пешка · h2 белая пешка · a1 белая ладья · b1 белый конь · c1 белый слон · d1 белый ферзь · e1 белый король · f1 белый слон · h1 белая ладья | a8 чёрная ладья · c8 чёрный слон · d8 чёрный ферзь · e8 чёрный король · g8 чёрный конь · h8 чёрная ладья · a7 чёрная пешка · b7 чёрная пешка · c7 чёрная пешка · d7 чёрная пешка · f7 чёрная пешка · g7 чёрная пешка · h7 чёрная пешка · c6 чёрный конь · c5 чёрный слон · e4 белая пешка · b3 белый конь · a2 белая пешка · b2 белая пешка · c2 белая пешка · f2 белая пешка · g2 белая пешка · h2 белая пешка · a1 белая ладья · b1 белый конь · c1 белый слон · d1 белый ферзь · e1 белый король · f1 белый слон · h1 белая ладья | a8 чёрная ладья · c8 чёрный слон · d8 чёрный ферзь · e8 чёрный король · g8 чёрный конь · h8 чёрная ладья · a7 чёрная пешка · b7 чёрная пешка · c7 чёрная пешка · d7 чёрная пешка · f7 чёрная пешка · g7 чёрная пешка · h7 чёрная пешка · c6 чёрный конь · c5 чёрный слон · e4 белая пешка · b3 белый конь · a2 белая пешка · b2 белая пешка · c2 белая пешка · f2 белая пешка · g2 белая пешка · h2 белая пешка · a1 белая ладья · b1 белый конь · c1 белый слон · d1 белый ферзь · e1 белый король · f1 белый слон · h1 белая ладья | a8 чёрная ладья · c8 чёрный слон · d8 чёрный ферзь · e8 чёрный король · g8 чёрный конь · h8 чёрная ладья · a7 чёрная пешка · b7 чёрная пешка · c7 чёрная пешка · d7 чёрная пешка · f7 чёрная пешка · g7 чёрная пешка · h7 чёрная пешка · c6 чёрный конь · c5 чёрный слон · e4 белая пешка · b3 белый конь · a2 белая пешка · b2 белая пешка · c2 белая пешка · f2 белая пешка · g2 белая пешка · h2 белая пешка · a1 белая ладья · b1 белый конь · c1 белый слон · d1 белый ферзь · e1 белый король · f1 белый слон · h1 белая ладья | a8 чёрная ладья · c8 чёрный слон · d8 чёрный ферзь · e8 чёрный король · g8 чёрный конь · h8 чёрная ладья · a7 чёрная пешка · b7 чёрная пешка · c7 чёрная пешка · d7 чёрная пешка · f7 чёрная пешка · g7 чёрная пешка · h7 чёрная пешка · c6 чёрный конь · c5 чёрный слон · e4 белая пешка · b3 белый конь · a2 белая пешка · b2 белая пешка · c2 белая пешка · f2 белая пешка · g2 белая пешка · h2 белая пешка · a1 белая ладья · b1 белый конь · c1 белый слон · d1 белый ферзь · e1 белый король · f1 белый слон · h1 белая ладья | a8 чёрная ладья · c8 чёрный слон · d8 чёрный ферзь · e8 чёрный король · g8 чёрный конь · h8 чёрная ладья · a7 чёрная пешка · b7 чёрная пешка · c7 чёрная пешка · d7 чёрная пешка · f7 чёрная пешка · g7 чёрная пешка · h7 чёрная пешка · c6 чёрный конь · c5 чёрный слон · e4 белая пешка · b3 белый конь · a2 белая пешка · b2 белая пешка · c2 белая пешка · f2 белая пешка · g2 белая пешка · h2 белая пешка · a1 белая ладья · b1 белый конь · c1 белый слон · d1 белый ферзь · e1 белый король · f1 белый слон · h1 белая ладья | a8 чёрная ладья · c8 чёрный слон · d8 чёрный ферзь · e8 чёрный король · g8 чёрный конь · h8 чёрная ладья · a7 чёрная пешка · b7 чёрная пешка · c7 чёрная пешка · d7 чёрная пешка · f7 чёрная пешка · g7 чёрная пешка · h7 чёрная пешка · c6 чёрный конь · c5 чёрный слон · e4 белая пешка · b3 белый конь · a2 белая пешка · b2 белая пешка · c2 белая пешка · f2 белая пешка · g2 белая пешка · h2 белая пешка · a1 белая ладья · b1 белый конь · c1 белый слон · d1 белый ферзь · e1 белый король · f1 белый слон · h1 белая ладья | 3 |
| 2 | a8 чёрная ладья · c8 чёрный слон · d8 чёрный ферзь · e8 чёрный король · g8 чёрный конь · h8 чёрная ладья · a7 чёрная пешка · b7 чёрная пешка · c7 чёрная пешка · d7 чёрная пешка · f7 чёрная пешка · g7 чёрная пешка · h7 чёрная пешка · c6 чёрный конь · c5 чёрный слон · e4 белая пешка · b3 белый конь · a2 белая пешка · b2 белая пешка · c2 белая пешка · f2 белая пешка · g2 белая пешка · h2 белая пешка · a1 белая ладья · b1 белый конь · c1 белый слон · d1 белый ферзь · e1 белый король · f1 белый слон · h1 белая ладья | a8 чёрная ладья · c8 чёрный слон · d8 чёрный ферзь · e8 чёрный король · g8 чёрный конь · h8 чёрная ладья · a7 чёрная пешка · b7 чёрная пешка · c7 чёрная пешка · d7 чёрная пешка · f7 чёрная пешка · g7 чёрная пешка · h7 чёрная пешка · c6 чёрный конь · c5 чёрный слон · e4 белая пешка · b3 белый конь · a2 белая пешка · b2 белая пешка · c2 белая пешка · f2 белая пешка · g2 белая пешка · h2 белая пешка · a1 белая ладья · b1 белый конь · c1 белый слон · d1 белый ферзь · e1 белый король · f1 белый слон · h1 белая ладья | a8 чёрная ладья · c8 чёрный слон · d8 чёрный ферзь · e8 чёрный король · g8 чёрный конь · h8 чёрная ладья · a7 чёрная пешка · b7 чёрная пешка · c7 чёрная пешка · d7 чёрная пешка · f7 чёрная пешка · g7 чёрная пешка · h7 чёрная пешка · c6 чёрный конь · c5 чёрный слон · e4 белая пешка · b3 белый конь · a2 белая пешка · b2 белая пешка · c2 белая пешка · f2 белая пешка · g2 белая пешка · h2 белая пешка · a1 белая ладья · b1 белый конь · c1 белый слон · d1 белый ферзь · e1 белый король · f1 белый слон · h1 белая ладья | a8 чёрная ладья · c8 чёрный слон · d8 чёрный ферзь · e8 чёрный король · g8 чёрный конь · h8 чёрная ладья · a7 чёрная пешка · b7 чёрная пешка · c7 чёрная пешка · d7 чёрная пешка · f7 чёрная пешка · g7 чёрная пешка · h7 чёрная пешка · c6 чёрный конь · c5 чёрный слон · e4 белая пешка · b3 белый конь · a2 белая пешка · b2 белая пешка · c2 белая пешка · f2 белая пешка · g2 белая пешка · h2 белая пешка · a1 белая ладья · b1 белый конь · c1 белый слон · d1 белый ферзь · e1 белый король · f1 белый слон · h1 белая ладья | a8 чёрная ладья · c8 чёрный слон · d8 чёрный ферзь · e8 чёрный король · g8 чёрный конь · h8 чёрная ладья · a7 чёрная пешка · b7 чёрная пешка · c7 чёрная пешка · d7 чёрная пешка · f7 чёрная пешка · g7 чёрная пешка · h7 чёрная пешка · c6 чёрный конь · c5 чёрный слон · e4 белая пешка · b3 белый конь · a2 белая пешка · b2 белая пешка · c2 белая пешка · f2 белая пешка · g2 белая пешка · h2 белая пешка · a1 белая ладья · b1 белый конь · c1 белый слон · d1 белый ферзь · e1 белый король · f1 белый слон · h1 белая ладья | a8 чёрная ладья · c8 чёрный слон · d8 чёрный ферзь · e8 чёрный король · g8 чёрный конь · h8 чёрная ладья · a7 чёрная пешка · b7 чёрная пешка · c7 чёрная пешка · d7 чёрная пешка · f7 чёрная пешка · g7 чёрная пешка · h7 чёрная пешка · c6 чёрный конь · c5 чёрный слон · e4 белая пешка · b3 белый конь · a2 белая пешка · b2 белая пешка · c2 белая пешка · f2 белая пешка · g2 белая пешка · h2 белая пешка · a1 белая ладья · b1 белый конь · c1 белый слон · d1 белый ферзь · e1 белый король · f1 белый слон · h1 белая ладья | a8 чёрная ладья · c8 чёрный слон · d8 чёрный ферзь · e8 чёрный король · g8 чёрный конь · h8 чёрная ладья · a7 чёрная пешка · b7 чёрная пешка · c7 чёрная пешка · d7 чёрная пешка · f7 чёрная пешка · g7 чёрная пешка · h7 чёрная пешка · c6 чёрный конь · c5 чёрный слон · e4 белая пешка · b3 белый конь · a2 белая пешка · b2 белая пешка · c2 белая пешка · f2 белая пешка · g2 белая пешка · h2 белая пешка · a1 белая ладья · b1 белый конь · c1 белый слон · d1 белый ферзь · e1 белый король · f1 белый слон · h1 белая ладья | a8 чёрная ладья · c8 чёрный слон · d8 чёрный ферзь · e8 чёрный король · g8 чёрный конь · h8 чёрная ладья · a7 чёрная пешка · b7 чёрная пешка · c7 чёрная пешка · d7 чёрная пешка · f7 чёрная пешка · g7 чёрная пешка · h7 чёрная пешка · c6 чёрный конь · c5 чёрный слон · e4 белая пешка · b3 белый конь · a2 белая пешка · b2 белая пешка · c2 белая пешка · f2 белая пешка · g2 белая пешка · h2 белая пешка · a1 белая ладья · b1 белый конь · c1 белый слон · d1 белый ферзь · e1 белый король · f1 белый слон · h1 белая ладья | 2 |
| 1 | a8 чёрная ладья · c8 чёрный слон · d8 чёрный ферзь · e8 чёрный король · g8 чёрный конь · h8 чёрная ладья · a7 чёрная пешка · b7 чёрная пешка · c7 чёрная пешка · d7 чёрная пешка · f7 чёрная пешка · g7 чёрная пешка · h7 чёрная пешка · c6 чёрный конь · c5 чёрный слон · e4 белая пешка · b3 белый конь · a2 белая пешка · b2 белая пешка · c2 белая пешка · f2 белая пешка · g2 белая пешка · h2 белая пешка · a1 белая ладья · b1 белый конь · c1 белый слон · d1 белый ферзь · e1 белый король · f1 белый слон · h1 белая ладья | a8 чёрная ладья · c8 чёрный слон · d8 чёрный ферзь · e8 чёрный король · g8 чёрный конь · h8 чёрная ладья · a7 чёрная пешка · b7 чёрная пешка · c7 чёрная пешка · d7 чёрная пешка · f7 чёрная пешка · g7 чёрная пешка · h7 чёрная пешка · c6 чёрный конь · c5 чёрный слон · e4 белая пешка · b3 белый конь · a2 белая пешка · b2 белая пешка · c2 белая пешка · f2 белая пешка · g2 белая пешка · h2 белая пешка · a1 белая ладья · b1 белый конь · c1 белый слон · d1 белый ферзь · e1 белый король · f1 белый слон · h1 белая ладья | a8 чёрная ладья · c8 чёрный слон · d8 чёрный ферзь · e8 чёрный король · g8 чёрный конь · h8 чёрная ладья · a7 чёрная пешка · b7 чёрная пешка · c7 чёрная пешка · d7 чёрная пешка · f7 чёрная пешка · g7 чёрная пешка · h7 чёрная пешка · c6 чёрный конь · c5 чёрный слон · e4 белая пешка · b3 белый конь · a2 белая пешка · b2 белая пешка · c2 белая пешка · f2 белая пешка · g2 белая пешка · h2 белая пешка · a1 белая ладья · b1 белый конь · c1 белый слон · d1 белый ферзь · e1 белый король · f1 белый слон · h1 белая ладья | a8 чёрная ладья · c8 чёрный слон · d8 чёрный ферзь · e8 чёрный король · g8 чёрный конь · h8 чёрная ладья · a7 чёрная пешка · b7 чёрная пешка · c7 чёрная пешка · d7 чёрная пешка · f7 чёрная пешка · g7 чёрная пешка · h7 чёрная пешка · c6 чёрный конь · c5 чёрный слон · e4 белая пешка · b3 белый конь · a2 белая пешка · b2 белая пешка · c2 белая пешка · f2 белая пешка · g2 белая пешка · h2 белая пешка · a1 белая ладья · b1 белый конь · c1 белый слон · d1 белый ферзь · e1 белый король · f1 белый слон · h1 белая ладья | a8 чёрная ладья · c8 чёрный слон · d8 чёрный ферзь · e8 чёрный король · g8 чёрный конь · h8 чёрная ладья · a7 чёрная пешка · b7 чёрная пешка · c7 чёрная пешка · d7 чёрная пешка · f7 чёрная пешка · g7 чёрная пешка · h7 чёрная пешка · c6 чёрный конь · c5 чёрный слон · e4 белая пешка · b3 белый конь · a2 белая пешка · b2 белая пешка · c2 белая пешка · f2 белая пешка · g2 белая пешка · h2 белая пешка · a1 белая ладья · b1 белый конь · c1 белый слон · d1 белый ферзь · e1 белый король · f1 белый слон · h1 белая ладья | a8 чёрная ладья · c8 чёрный слон · d8 чёрный ферзь · e8 чёрный король · g8 чёрный конь · h8 чёрная ладья · a7 чёрная пешка · b7 чёрная пешка · c7 чёрная пешка · d7 чёрная пешка · f7 чёрная пешка · g7 чёрная пешка · h7 чёрная пешка · c6 чёрный конь · c5 чёрный слон · e4 белая пешка · b3 белый конь · a2 белая пешка · b2 белая пешка · c2 белая пешка · f2 белая пешка · g2 белая пешка · h2 белая пешка · a1 белая ладья · b1 белый конь · c1 белый слон · d1 белый ферзь · e1 белый король · f1 белый слон · h1 белая ладья | a8 чёрная ладья · c8 чёрный слон · d8 чёрный ферзь · e8 чёрный король · g8 чёрный конь · h8 чёрная ладья · a7 чёрная пешка · b7 чёрная пешка · c7 чёрная пешка · d7 чёрная пешка · f7 чёрная пешка · g7 чёрная пешка · h7 чёрная пешка · c6 чёрный конь · c5 чёрный слон · e4 белая пешка · b3 белый конь · a2 белая пешка · b2 белая пешка · c2 белая пешка · f2 белая пешка · g2 белая пешка · h2 белая пешка · a1 белая ладья · b1 белый конь · c1 белый слон · d1 белый ферзь · e1 белый король · f1 белый слон · h1 белая ладья | a8 чёрная ладья · c8 чёрный слон · d8 чёрный ферзь · e8 чёрный король · g8 чёрный конь · h8 чёрная ладья · a7 чёрная пешка · b7 чёрная пешка · c7 чёрная пешка · d7 чёрная пешка · f7 чёрная пешка · g7 чёрная пешка · h7 чёрная пешка · c6 чёрный конь · c5 чёрный слон · e4 белая пешка · b3 белый конь · a2 белая пешка · b2 белая пешка · c2 белая пешка · f2 белая пешка · g2 белая пешка · h2 белая пешка · a1 белая ладья · b1 белый конь · c1 белый слон · d1 белый ферзь · e1 белый король · f1 белый слон · h1 белая ладья | 1 |
|   | a | b | c | d | e | f | g | h |   |

|   | a | b | c | d | e | f | g | h |   |
| - | --- | --- | --- | --- | --- | --- | --- | --- | - |
| 8 | a8 чёрная ладья · c8 чёрный слон · e8 чёрный король · h8 чёрная ладья · a7 чёрная пешка · b7 чёрная пешка · c7 чёрная пешка · d7 чёрная пешка · e7 чёрный конь · f7 чёрная пешка · g7 чёрная пешка · h7 чёрная пешка · c6 чёрный конь · g6 чёрный ферзь · a5 чёрный слон · e5 белая пешка · c4 белый слон · b3 белый ферзь · c3 белый конь · f3 белый конь · a2 белая пешка · f2 белая пешка · g2 белая пешка · h2 белая пешка · a1 белая ладья · c1 белый слон · d1 белая ладья · g1 белый король | a8 чёрная ладья · c8 чёрный слон · e8 чёрный король · h8 чёрная ладья · a7 чёрная пешка · b7 чёрная пешка · c7 чёрная пешка · d7 чёрная пешка · e7 чёрный конь · f7 чёрная пешка · g7 чёрная пешка · h7 чёрная пешка · c6 чёрный конь · g6 чёрный ферзь · a5 чёрный слон · e5 белая пешка · c4 белый слон · b3 белый ферзь · c3 белый конь · f3 белый конь · a2 белая пешка · f2 белая пешка · g2 белая пешка · h2 белая пешка · a1 белая ладья · c1 белый слон · d1 белая ладья · g1 белый король | a8 чёрная ладья · c8 чёрный слон · e8 чёрный король · h8 чёрная ладья · a7 чёрная пешка · b7 чёрная пешка · c7 чёрная пешка · d7 чёрная пешка · e7 чёрный конь · f7 чёрная пешка · g7 чёрная пешка · h7 чёрная пешка · c6 чёрный конь · g6 чёрный ферзь · a5 чёрный слон · e5 белая пешка · c4 белый слон · b3 белый ферзь · c3 белый конь · f3 белый конь · a2 белая пешка · f2 белая пешка · g2 белая пешка · h2 белая пешка · a1 белая ладья · c1 белый слон · d1 белая ладья · g1 белый король | a8 чёрная ладья · c8 чёрный слон · e8 чёрный король · h8 чёрная ладья · a7 чёрная пешка · b7 чёрная пешка · c7 чёрная пешка · d7 чёрная пешка · e7 чёрный конь · f7 чёрная пешка · g7 чёрная пешка · h7 чёрная пешка · c6 чёрный конь · g6 чёрный ферзь · a5 чёрный слон · e5 белая пешка · c4 белый слон · b3 белый ферзь · c3 белый конь · f3 белый конь · a2 белая пешка · f2 белая пешка · g2 белая пешка · h2 белая пешка · a1 белая ладья · c1 белый слон · d1 белая ладья · g1 белый король | a8 чёрная ладья · c8 чёрный слон · e8 чёрный король · h8 чёрная ладья · a7 чёрная пешка · b7 чёрная пешка · c7 чёрная пешка · d7 чёрная пешка · e7 чёрный конь · f7 чёрная пешка · g7 чёрная пешка · h7 чёрная пешка · c6 чёрный конь · g6 чёрный ферзь · a5 чёрный слон · e5 белая пешка · c4 белый слон · b3 белый ферзь · c3 белый конь · f3 белый конь · a2 белая пешка · f2 белая пешка · g2 белая пешка · h2 белая пешка · a1 белая ладья · c1 белый слон · d1 белая ладья · g1 белый король | a8 чёрная ладья · c8 чёрный слон · e8 чёрный король · h8 чёрная ладья · a7 чёрная пешка · b7 чёрная пешка · c7 чёрная пешка · d7 чёрная пешка · e7 чёрный конь · f7 чёрная пешка · g7 чёрная пешка · h7 чёрная пешка · c6 чёрный конь · g6 чёрный ферзь · a5 чёрный слон · e5 белая пешка · c4 белый слон · b3 белый ферзь · c3 белый конь · f3 белый конь · a2 белая пешка · f2 белая пешка · g2 белая пешка · h2 белая пешка · a1 белая ладья · c1 белый слон · d1 белая ладья · g1 белый король | a8 чёрная ладья · c8 чёрный слон · e8 чёрный король · h8 чёрная ладья · a7 чёрная пешка · b7 чёрная пешка · c7 чёрная пешка · d7 чёрная пешка · e7 чёрный конь · f7 чёрная пешка · g7 чёрная пешка · h7 чёрная пешка · c6 чёрный конь · g6 чёрный ферзь · a5 чёрный слон · e5 белая пешка · c4 белый слон · b3 белый ферзь · c3 белый конь · f3 белый конь · a2 белая пешка · f2 белая пешка · g2 белая пешка · h2 белая пешка · a1 белая ладья · c1 белый слон · d1 белая ладья · g1 белый король | a8 чёрная ладья · c8 чёрный слон · e8 чёрный король · h8 чёрная ладья · a7 чёрная пешка · b7 чёрная пешка · c7 чёрная пешка · d7 чёрная пешка · e7 чёрный конь · f7 чёрная пешка · g7 чёрная пешка · h7 чёрная пешка · c6 чёрный конь · g6 чёрный ферзь · a5 чёрный слон · e5 белая пешка · c4 белый слон · b3 белый ферзь · c3 белый конь · f3 белый конь · a2 белая пешка · f2 белая пешка · g2 белая пешка · h2 белая пешка · a1 белая ладья · c1 белый слон · d1 белая ладья · g1 белый король | 8 |
| 7 | a8 чёрная ладья · c8 чёрный слон · e8 чёрный король · h8 чёрная ладья · a7 чёрная пешка · b7 чёрная пешка · c7 чёрная пешка · d7 чёрная пешка · e7 чёрный конь · f7 чёрная пешка · g7 чёрная пешка · h7 чёрная пешка · c6 чёрный конь · g6 чёрный ферзь · a5 чёрный слон · e5 белая пешка · c4 белый слон · b3 белый ферзь · c3 белый конь · f3 белый конь · a2 белая пешка · f2 белая пешка · g2 белая пешка · h2 белая пешка · a1 белая ладья · c1 белый слон · d1 белая ладья · g1 белый король | a8 чёрная ладья · c8 чёрный слон · e8 чёрный король · h8 чёрная ладья · a7 чёрная пешка · b7 чёрная пешка · c7 чёрная пешка · d7 чёрная пешка · e7 чёрный конь · f7 чёрная пешка · g7 чёрная пешка · h7 чёрная пешка · c6 чёрный конь · g6 чёрный ферзь · a5 чёрный слон · e5 белая пешка · c4 белый слон · b3 белый ферзь · c3 белый конь · f3 белый конь · a2 белая пешка · f2 белая пешка · g2 белая пешка · h2 белая пешка · a1 белая ладья · c1 белый слон · d1 белая ладья · g1 белый король | a8 чёрная ладья · c8 чёрный слон · e8 чёрный король · h8 чёрная ладья · a7 чёрная пешка · b7 чёрная пешка · c7 чёрная пешка · d7 чёрная пешка · e7 чёрный конь · f7 чёрная пешка · g7 чёрная пешка · h7 чёрная пешка · c6 чёрный конь · g6 чёрный ферзь · a5 чёрный слон · e5 белая пешка · c4 белый слон · b3 белый ферзь · c3 белый конь · f3 белый конь · a2 белая пешка · f2 белая пешка · g2 белая пешка · h2 белая пешка · a1 белая ладья · c1 белый слон · d1 белая ладья · g1 белый король | a8 чёрная ладья · c8 чёрный слон · e8 чёрный король · h8 чёрная ладья · a7 чёрная пешка · b7 чёрная пешка · c7 чёрная пешка · d7 чёрная пешка · e7 чёрный конь · f7 чёрная пешка · g7 чёрная пешка · h7 чёрная пешка · c6 чёрный конь · g6 чёрный ферзь · a5 чёрный слон · e5 белая пешка · c4 белый слон · b3 белый ферзь · c3 белый конь · f3 белый конь · a2 белая пешка · f2 белая пешка · g2 белая пешка · h2 белая пешка · a1 белая ладья · c1 белый слон · d1 белая ладья · g1 белый король | a8 чёрная ладья · c8 чёрный слон · e8 чёрный король · h8 чёрная ладья · a7 чёрная пешка · b7 чёрная пешка · c7 чёрная пешка · d7 чёрная пешка · e7 чёрный конь · f7 чёрная пешка · g7 чёрная пешка · h7 чёрная пешка · c6 чёрный конь · g6 чёрный ферзь · a5 чёрный слон · e5 белая пешка · c4 белый слон · b3 белый ферзь · c3 белый конь · f3 белый конь · a2 белая пешка · f2 белая пешка · g2 белая пешка · h2 белая пешка · a1 белая ладья · c1 белый слон · d1 белая ладья · g1 белый король | a8 чёрная ладья · c8 чёрный слон · e8 чёрный король · h8 чёрная ладья · a7 чёрная пешка · b7 чёрная пешка · c7 чёрная пешка · d7 чёрная пешка · e7 чёрный конь · f7 чёрная пешка · g7 чёрная пешка · h7 чёрная пешка · c6 чёрный конь · g6 чёрный ферзь · a5 чёрный слон · e5 белая пешка · c4 белый слон · b3 белый ферзь · c3 белый конь · f3 белый конь · a2 белая пешка · f2 белая пешка · g2 белая пешка · h2 белая пешка · a1 белая ладья · c1 белый слон · d1 белая ладья · g1 белый король | a8 чёрная ладья · c8 чёрный слон · e8 чёрный король · h8 чёрная ладья · a7 чёрная пешка · b7 чёрная пешка · c7 чёрная пешка · d7 чёрная пешка · e7 чёрный конь · f7 чёрная пешка · g7 чёрная пешка · h7 чёрная пешка · c6 чёрный конь · g6 чёрный ферзь · a5 чёрный слон · e5 белая пешка · c4 белый слон · b3 белый ферзь · c3 белый конь · f3 белый конь · a2 белая пешка · f2 белая пешка · g2 белая пешка · h2 белая пешка · a1 белая ладья · c1 белый слон · d1 белая ладья · g1 белый король | a8 чёрная ладья · c8 чёрный слон · e8 чёрный король · h8 чёрная ладья · a7 чёрная пешка · b7 чёрная пешка · c7 чёрная пешка · d7 чёрная пешка · e7 чёрный конь · f7 чёрная пешка · g7 чёрная пешка · h7 чёрная пешка · c6 чёрный конь · g6 чёрный ферзь · a5 чёрный слон · e5 белая пешка · c4 белый слон · b3 белый ферзь · c3 белый конь · f3 белый конь · a2 белая пешка · f2 белая пешка · g2 белая пешка · h2 белая пешка · a1 белая ладья · c1 белый слон · d1 белая ладья · g1 белый король | 7 |
| 6 | a8 чёрная ладья · c8 чёрный слон · e8 чёрный король · h8 чёрная ладья · a7 чёрная пешка · b7 чёрная пешка · c7 чёрная пешка · d7 чёрная пешка · e7 чёрный конь · f7 чёрная пешка · g7 чёрная пешка · h7 чёрная пешка · c6 чёрный конь · g6 чёрный ферзь · a5 чёрный слон · e5 белая пешка · c4 белый слон · b3 белый ферзь · c3 белый конь · f3 белый конь · a2 белая пешка · f2 белая пешка · g2 белая пешка · h2 белая пешка · a1 белая ладья · c1 белый слон · d1 белая ладья · g1 белый король | a8 чёрная ладья · c8 чёрный слон · e8 чёрный король · h8 чёрная ладья · a7 чёрная пешка · b7 чёрная пешка · c7 чёрная пешка · d7 чёрная пешка · e7 чёрный конь · f7 чёрная пешка · g7 чёрная пешка · h7 чёрная пешка · c6 чёрный конь · g6 чёрный ферзь · a5 чёрный слон · e5 белая пешка · c4 белый слон · b3 белый ферзь · c3 белый конь · f3 белый конь · a2 белая пешка · f2 белая пешка · g2 белая пешка · h2 белая пешка · a1 белая ладья · c1 белый слон · d1 белая ладья · g1 белый король | a8 чёрная ладья · c8 чёрный слон · e8 чёрный король · h8 чёрная ладья · a7 чёрная пешка · b7 чёрная пешка · c7 чёрная пешка · d7 чёрная пешка · e7 чёрный конь · f7 чёрная пешка · g7 чёрная пешка · h7 чёрная пешка · c6 чёрный конь · g6 чёрный ферзь · a5 чёрный слон · e5 белая пешка · c4 белый слон · b3 белый ферзь · c3 белый конь · f3 белый конь · a2 белая пешка · f2 белая пешка · g2 белая пешка · h2 белая пешка · a1 белая ладья · c1 белый слон · d1 белая ладья · g1 белый король | a8 чёрная ладья · c8 чёрный слон · e8 чёрный король · h8 чёрная ладья · a7 чёрная пешка · b7 чёрная пешка · c7 чёрная пешка · d7 чёрная пешка · e7 чёрный конь · f7 чёрная пешка · g7 чёрная пешка · h7 чёрная пешка · c6 чёрный конь · g6 чёрный ферзь · a5 чёрный слон · e5 белая пешка · c4 белый слон · b3 белый ферзь · c3 белый конь · f3 белый конь · a2 белая пешка · f2 белая пешка · g2 белая пешка · h2 белая пешка · a1 белая ладья · c1 белый слон · d1 белая ладья · g1 белый король | a8 чёрная ладья · c8 чёрный слон · e8 чёрный король · h8 чёрная ладья · a7 чёрная пешка · b7 чёрная пешка · c7 чёрная пешка · d7 чёрная пешка · e7 чёрный конь · f7 чёрная пешка · g7 чёрная пешка · h7 чёрная пешка · c6 чёрный конь · g6 чёрный ферзь · a5 чёрный слон · e5 белая пешка · c4 белый слон · b3 белый ферзь · c3 белый конь · f3 белый конь · a2 белая пешка · f2 белая пешка · g2 белая пешка · h2 белая пешка · a1 белая ладья · c1 белый слон · d1 белая ладья · g1 белый король | a8 чёрная ладья · c8 чёрный слон · e8 чёрный король · h8 чёрная ладья · a7 чёрная пешка · b7 чёрная пешка · c7 чёрная пешка · d7 чёрная пешка · e7 чёрный конь · f7 чёрная пешка · g7 чёрная пешка · h7 чёрная пешка · c6 чёрный конь · g6 чёрный ферзь · a5 чёрный слон · e5 белая пешка · c4 белый слон · b3 белый ферзь · c3 белый конь · f3 белый конь · a2 белая пешка · f2 белая пешка · g2 белая пешка · h2 белая пешка · a1 белая ладья · c1 белый слон · d1 белая ладья · g1 белый король | a8 чёрная ладья · c8 чёрный слон · e8 чёрный король · h8 чёрная ладья · a7 чёрная пешка · b7 чёрная пешка · c7 чёрная пешка · d7 чёрная пешка · e7 чёрный конь · f7 чёрная пешка · g7 чёрная пешка · h7 чёрная пешка · c6 чёрный конь · g6 чёрный ферзь · a5 чёрный слон · e5 белая пешка · c4 белый слон · b3 белый ферзь · c3 белый конь · f3 белый конь · a2 белая пешка · f2 белая пешка · g2 белая пешка · h2 белая пешка · a1 белая ладья · c1 белый слон · d1 белая ладья · g1 белый король | a8 чёрная ладья · c8 чёрный слон · e8 чёрный король · h8 чёрная ладья · a7 чёрная пешка · b7 чёрная пешка · c7 чёрная пешка · d7 чёрная пешка · e7 чёрный конь · f7 чёрная пешка · g7 чёрная пешка · h7 чёрная пешка · c6 чёрный конь · g6 чёрный ферзь · a5 чёрный слон · e5 белая пешка · c4 белый слон · b3 белый ферзь · c3 белый конь · f3 белый конь · a2 белая пешка · f2 белая пешка · g2 белая пешка · h2 белая пешка · a1 белая ладья · c1 белый слон · d1 белая ладья · g1 белый король | 6 |
| 5 | a8 чёрная ладья · c8 чёрный слон · e8 чёрный король · h8 чёрная ладья · a7 чёрная пешка · b7 чёрная пешка · c7 чёрная пешка · d7 чёрная пешка · e7 чёрный конь · f7 чёрная пешка · g7 чёрная пешка · h7 чёрная пешка · c6 чёрный конь · g6 чёрный ферзь · a5 чёрный слон · e5 белая пешка · c4 белый слон · b3 белый ферзь · c3 белый конь · f3 белый конь · a2 белая пешка · f2 белая пешка · g2 белая пешка · h2 белая пешка · a1 белая ладья · c1 белый слон · d1 белая ладья · g1 белый король | a8 чёрная ладья · c8 чёрный слон · e8 чёрный король · h8 чёрная ладья · a7 чёрная пешка · b7 чёрная пешка · c7 чёрная пешка · d7 чёрная пешка · e7 чёрный конь · f7 чёрная пешка · g7 чёрная пешка · h7 чёрная пешка · c6 чёрный конь · g6 чёрный ферзь · a5 чёрный слон · e5 белая пешка · c4 белый слон · b3 белый ферзь · c3 белый конь · f3 белый конь · a2 белая пешка · f2 белая пешка · g2 белая пешка · h2 белая пешка · a1 белая ладья · c1 белый слон · d1 белая ладья · g1 белый король | a8 чёрная ладья · c8 чёрный слон · e8 чёрный король · h8 чёрная ладья · a7 чёрная пешка · b7 чёрная пешка · c7 чёрная пешка · d7 чёрная пешка · e7 чёрный конь · f7 чёрная пешка · g7 чёрная пешка · h7 чёрная пешка · c6 чёрный конь · g6 чёрный ферзь · a5 чёрный слон · e5 белая пешка · c4 белый слон · b3 белый ферзь · c3 белый конь · f3 белый конь · a2 белая пешка · f2 белая пешка · g2 белая пешка · h2 белая пешка · a1 белая ладья · c1 белый слон · d1 белая ладья · g1 белый король | a8 чёрная ладья · c8 чёрный слон · e8 чёрный король · h8 чёрная ладья · a7 чёрная пешка · b7 чёрная пешка · c7 чёрная пешка · d7 чёрная пешка · e7 чёрный конь · f7 чёрная пешка · g7 чёрная пешка · h7 чёрная пешка · c6 чёрный конь · g6 чёрный ферзь · a5 чёрный слон · e5 белая пешка · c4 белый слон · b3 белый ферзь · c3 белый конь · f3 белый конь · a2 белая пешка · f2 белая пешка · g2 белая пешка · h2 белая пешка · a1 белая ладья · c1 белый слон · d1 белая ладья · g1 белый король | a8 чёрная ладья · c8 чёрный слон · e8 чёрный король · h8 чёрная ладья · a7 чёрная пешка · b7 чёрная пешка · c7 чёрная пешка · d7 чёрная пешка · e7 чёрный конь · f7 чёрная пешка · g7 чёрная пешка · h7 чёрная пешка · c6 чёрный конь · g6 чёрный ферзь · a5 чёрный слон · e5 белая пешка · c4 белый слон · b3 белый ферзь · c3 белый конь · f3 белый конь · a2 белая пешка · f2 белая пешка · g2 белая пешка · h2 белая пешка · a1 белая ладья · c1 белый слон · d1 белая ладья · g1 белый король | a8 чёрная ладья · c8 чёрный слон · e8 чёрный король · h8 чёрная ладья · a7 чёрная пешка · b7 чёрная пешка · c7 чёрная пешка · d7 чёрная пешка · e7 чёрный конь · f7 чёрная пешка · g7 чёрная пешка · h7 чёрная пешка · c6 чёрный конь · g6 чёрный ферзь · a5 чёрный слон · e5 белая пешка · c4 белый слон · b3 белый ферзь · c3 белый конь · f3 белый конь · a2 белая пешка · f2 белая пешка · g2 белая пешка · h2 белая пешка · a1 белая ладья · c1 белый слон · d1 белая ладья · g1 белый король | a8 чёрная ладья · c8 чёрный слон · e8 чёрный король · h8 чёрная ладья · a7 чёрная пешка · b7 чёрная пешка · c7 чёрная пешка · d7 чёрная пешка · e7 чёрный конь · f7 чёрная пешка · g7 чёрная пешка · h7 чёрная пешка · c6 чёрный конь · g6 чёрный ферзь · a5 чёрный слон · e5 белая пешка · c4 белый слон · b3 белый ферзь · c3 белый конь · f3 белый конь · a2 белая пешка · f2 белая пешка · g2 белая пешка · h2 белая пешка · a1 белая ладья · c1 белый слон · d1 белая ладья · g1 белый король | a8 чёрная ладья · c8 чёрный слон · e8 чёрный король · h8 чёрная ладья · a7 чёрная пешка · b7 чёрная пешка · c7 чёрная пешка · d7 чёрная пешка · e7 чёрный конь · f7 чёрная пешка · g7 чёрная пешка · h7 чёрная пешка · c6 чёрный конь · g6 чёрный ферзь · a5 чёрный слон · e5 белая пешка · c4 белый слон · b3 белый ферзь · c3 белый конь · f3 белый конь · a2 белая пешка · f2 белая пешка · g2 белая пешка · h2 белая пешка · a1 белая ладья · c1 белый слон · d1 белая ладья · g1 белый король | 5 |
| 4 | a8 чёрная ладья · c8 чёрный слон · e8 чёрный король · h8 чёрная ладья · a7 чёрная пешка · b7 чёрная пешка · c7 чёрная пешка · d7 чёрная пешка · e7 чёрный конь · f7 чёрная пешка · g7 чёрная пешка · h7 чёрная пешка · c6 чёрный конь · g6 чёрный ферзь · a5 чёрный слон · e5 белая пешка · c4 белый слон · b3 белый ферзь · c3 белый конь · f3 белый конь · a2 белая пешка · f2 белая пешка · g2 белая пешка · h2 белая пешка · a1 белая ладья · c1 белый слон · d1 белая ладья · g1 белый король | a8 чёрная ладья · c8 чёрный слон · e8 чёрный король · h8 чёрная ладья · a7 чёрная пешка · b7 чёрная пешка · c7 чёрная пешка · d7 чёрная пешка · e7 чёрный конь · f7 чёрная пешка · g7 чёрная пешка · h7 чёрная пешка · c6 чёрный конь · g6 чёрный ферзь · a5 чёрный слон · e5 белая пешка · c4 белый слон · b3 белый ферзь · c3 белый конь · f3 белый конь · a2 белая пешка · f2 белая пешка · g2 белая пешка · h2 белая пешка · a1 белая ладья · c1 белый слон · d1 белая ладья · g1 белый король | a8 чёрная ладья · c8 чёрный слон · e8 чёрный король · h8 чёрная ладья · a7 чёрная пешка · b7 чёрная пешка · c7 чёрная пешка · d7 чёрная пешка · e7 чёрный конь · f7 чёрная пешка · g7 чёрная пешка · h7 чёрная пешка · c6 чёрный конь · g6 чёрный ферзь · a5 чёрный слон · e5 белая пешка · c4 белый слон · b3 белый ферзь · c3 белый конь · f3 белый конь · a2 белая пешка · f2 белая пешка · g2 белая пешка · h2 белая пешка · a1 белая ладья · c1 белый слон · d1 белая ладья · g1 белый король | a8 чёрная ладья · c8 чёрный слон · e8 чёрный король · h8 чёрная ладья · a7 чёрная пешка · b7 чёрная пешка · c7 чёрная пешка · d7 чёрная пешка · e7 чёрный конь · f7 чёрная пешка · g7 чёрная пешка · h7 чёрная пешка · c6 чёрный конь · g6 чёрный ферзь · a5 чёрный слон · e5 белая пешка · c4 белый слон · b3 белый ферзь · c3 белый конь · f3 белый конь · a2 белая пешка · f2 белая пешка · g2 белая пешка · h2 белая пешка · a1 белая ладья · c1 белый слон · d1 белая ладья · g1 белый король | a8 чёрная ладья · c8 чёрный слон · e8 чёрный король · h8 чёрная ладья · a7 чёрная пешка · b7 чёрная пешка · c7 чёрная пешка · d7 чёрная пешка · e7 чёрный конь · f7 чёрная пешка · g7 чёрная пешка · h7 чёрная пешка · c6 чёрный конь · g6 чёрный ферзь · a5 чёрный слон · e5 белая пешка · c4 белый слон · b3 белый ферзь · c3 белый конь · f3 белый конь · a2 белая пешка · f2 белая пешка · g2 белая пешка · h2 белая пешка · a1 белая ладья · c1 белый слон · d1 белая ладья · g1 белый король | a8 чёрная ладья · c8 чёрный слон · e8 чёрный король · h8 чёрная ладья · a7 чёрная пешка · b7 чёрная пешка · c7 чёрная пешка · d7 чёрная пешка · e7 чёрный конь · f7 чёрная пешка · g7 чёрная пешка · h7 чёрная пешка · c6 чёрный конь · g6 чёрный ферзь · a5 чёрный слон · e5 белая пешка · c4 белый слон · b3 белый ферзь · c3 белый конь · f3 белый конь · a2 белая пешка · f2 белая пешка · g2 белая пешка · h2 белая пешка · a1 белая ладья · c1 белый слон · d1 белая ладья · g1 белый король | a8 чёрная ладья · c8 чёрный слон · e8 чёрный король · h8 чёрная ладья · a7 чёрная пешка · b7 чёрная пешка · c7 чёрная пешка · d7 чёрная пешка · e7 чёрный конь · f7 чёрная пешка · g7 чёрная пешка · h7 чёрная пешка · c6 чёрный конь · g6 чёрный ферзь · a5 чёрный слон · e5 белая пешка · c4 белый слон · b3 белый ферзь · c3 белый конь · f3 белый конь · a2 белая пешка · f2 белая пешка · g2 белая пешка · h2 белая пешка · a1 белая ладья · c1 белый слон · d1 белая ладья · g1 белый король | a8 чёрная ладья · c8 чёрный слон · e8 чёрный король · h8 чёрная ладья · a7 чёрная пешка · b7 чёрная пешка · c7 чёрная пешка · d7 чёрная пешка · e7 чёрный конь · f7 чёрная пешка · g7 чёрная пешка · h7 чёрная пешка · c6 чёрный конь · g6 чёрный ферзь · a5 чёрный слон · e5 белая пешка · c4 белый слон · b3 белый ферзь · c3 белый конь · f3 белый конь · a2 белая пешка · f2 белая пешка · g2 белая пешка · h2 белая пешка · a1 белая ладья · c1 белый слон · d1 белая ладья · g1 белый король | 4 |
| 3 | a8 чёрная ладья · c8 чёрный слон · e8 чёрный король · h8 чёрная ладья · a7 чёрная пешка · b7 чёрная пешка · c7 чёрная пешка · d7 чёрная пешка · e7 чёрный конь · f7 чёрная пешка · g7 чёрная пешка · h7 чёрная пешка · c6 чёрный конь · g6 чёрный ферзь · a5 чёрный слон · e5 белая пешка · c4 белый слон · b3 белый ферзь · c3 белый конь · f3 белый конь · a2 белая пешка · f2 белая пешка · g2 белая пешка · h2 белая пешка · a1 белая ладья · c1 белый слон · d1 белая ладья · g1 белый король | a8 чёрная ладья · c8 чёрный слон · e8 чёрный король · h8 чёрная ладья · a7 чёрная пешка · b7 чёрная пешка · c7 чёрная пешка · d7 чёрная пешка · e7 чёрный конь · f7 чёрная пешка · g7 чёрная пешка · h7 чёрная пешка · c6 чёрный конь · g6 чёрный ферзь · a5 чёрный слон · e5 белая пешка · c4 белый слон · b3 белый ферзь · c3 белый конь · f3 белый конь · a2 белая пешка · f2 белая пешка · g2 белая пешка · h2 белая пешка · a1 белая ладья · c1 белый слон · d1 белая ладья · g1 белый король | a8 чёрная ладья · c8 чёрный слон · e8 чёрный король · h8 чёрная ладья · a7 чёрная пешка · b7 чёрная пешка · c7 чёрная пешка · d7 чёрная пешка · e7 чёрный конь · f7 чёрная пешка · g7 чёрная пешка · h7 чёрная пешка · c6 чёрный конь · g6 чёрный ферзь · a5 чёрный слон · e5 белая пешка · c4 белый слон · b3 белый ферзь · c3 белый конь · f3 белый конь · a2 белая пешка · f2 белая пешка · g2 белая пешка · h2 белая пешка · a1 белая ладья · c1 белый слон · d1 белая ладья · g1 белый король | a8 чёрная ладья · c8 чёрный слон · e8 чёрный король · h8 чёрная ладья · a7 чёрная пешка · b7 чёрная пешка · c7 чёрная пешка · d7 чёрная пешка · e7 чёрный конь · f7 чёрная пешка · g7 чёрная пешка · h7 чёрная пешка · c6 чёрный конь · g6 чёрный ферзь · a5 чёрный слон · e5 белая пешка · c4 белый слон · b3 белый ферзь · c3 белый конь · f3 белый конь · a2 белая пешка · f2 белая пешка · g2 белая пешка · h2 белая пешка · a1 белая ладья · c1 белый слон · d1 белая ладья · g1 белый король | a8 чёрная ладья · c8 чёрный слон · e8 чёрный король · h8 чёрная ладья · a7 чёрная пешка · b7 чёрная пешка · c7 чёрная пешка · d7 чёрная пешка · e7 чёрный конь · f7 чёрная пешка · g7 чёрная пешка · h7 чёрная пешка · c6 чёрный конь · g6 чёрный ферзь · a5 чёрный слон · e5 белая пешка · c4 белый слон · b3 белый ферзь · c3 белый конь · f3 белый конь · a2 белая пешка · f2 белая пешка · g2 белая пешка · h2 белая пешка · a1 белая ладья · c1 белый слон · d1 белая ладья · g1 белый король | a8 чёрная ладья · c8 чёрный слон · e8 чёрный король · h8 чёрная ладья · a7 чёрная пешка · b7 чёрная пешка · c7 чёрная пешка · d7 чёрная пешка · e7 чёрный конь · f7 чёрная пешка · g7 чёрная пешка · h7 чёрная пешка · c6 чёрный конь · g6 чёрный ферзь · a5 чёрный слон · e5 белая пешка · c4 белый слон · b3 белый ферзь · c3 белый конь · f3 белый конь · a2 белая пешка · f2 белая пешка · g2 белая пешка · h2 белая пешка · a1 белая ладья · c1 белый слон · d1 белая ладья · g1 белый король | a8 чёрная ладья · c8 чёрный слон · e8 чёрный король · h8 чёрная ладья · a7 чёрная пешка · b7 чёрная пешка · c7 чёрная пешка · d7 чёрная пешка · e7 чёрный конь · f7 чёрная пешка · g7 чёрная пешка · h7 чёрная пешка · c6 чёрный конь · g6 чёрный ферзь · a5 чёрный слон · e5 белая пешка · c4 белый слон · b3 белый ферзь · c3 белый конь · f3 белый конь · a2 белая пешка · f2 белая пешка · g2 белая пешка · h2 белая пешка · a1 белая ладья · c1 белый слон · d1 белая ладья · g1 белый король | a8 чёрная ладья · c8 чёрный слон · e8 чёрный король · h8 чёрная ладья · a7 чёрная пешка · b7 чёрная пешка · c7 чёрная пешка · d7 чёрная пешка · e7 чёрный конь · f7 чёрная пешка · g7 чёрная пешка · h7 чёрная пешка · c6 чёрный конь · g6 чёрный ферзь · a5 чёрный слон · e5 белая пешка · c4 белый слон · b3 белый ферзь · c3 белый конь · f3 белый конь · a2 белая пешка · f2 белая пешка · g2 белая пешка · h2 белая пешка · a1 белая ладья · c1 белый слон · d1 белая ладья · g1 белый король | 3 |
| 2 | a8 чёрная ладья · c8 чёрный слон · e8 чёрный король · h8 чёрная ладья · a7 чёрная пешка · b7 чёрная пешка · c7 чёрная пешка · d7 чёрная пешка · e7 чёрный конь · f7 чёрная пешка · g7 чёрная пешка · h7 чёрная пешка · c6 чёрный конь · g6 чёрный ферзь · a5 чёрный слон · e5 белая пешка · c4 белый слон · b3 белый ферзь · c3 белый конь · f3 белый конь · a2 белая пешка · f2 белая пешка · g2 белая пешка · h2 белая пешка · a1 белая ладья · c1 белый слон · d1 белая ладья · g1 белый король | a8 чёрная ладья · c8 чёрный слон · e8 чёрный король · h8 чёрная ладья · a7 чёрная пешка · b7 чёрная пешка · c7 чёрная пешка · d7 чёрная пешка · e7 чёрный конь · f7 чёрная пешка · g7 чёрная пешка · h7 чёрная пешка · c6 чёрный конь · g6 чёрный ферзь · a5 чёрный слон · e5 белая пешка · c4 белый слон · b3 белый ферзь · c3 белый конь · f3 белый конь · a2 белая пешка · f2 белая пешка · g2 белая пешка · h2 белая пешка · a1 белая ладья · c1 белый слон · d1 белая ладья · g1 белый король | a8 чёрная ладья · c8 чёрный слон · e8 чёрный король · h8 чёрная ладья · a7 чёрная пешка · b7 чёрная пешка · c7 чёрная пешка · d7 чёрная пешка · e7 чёрный конь · f7 чёрная пешка · g7 чёрная пешка · h7 чёрная пешка · c6 чёрный конь · g6 чёрный ферзь · a5 чёрный слон · e5 белая пешка · c4 белый слон · b3 белый ферзь · c3 белый конь · f3 белый конь · a2 белая пешка · f2 белая пешка · g2 белая пешка · h2 белая пешка · a1 белая ладья · c1 белый слон · d1 белая ладья · g1 белый король | a8 чёрная ладья · c8 чёрный слон · e8 чёрный король · h8 чёрная ладья · a7 чёрная пешка · b7 чёрная пешка · c7 чёрная пешка · d7 чёрная пешка · e7 чёрный конь · f7 чёрная пешка · g7 чёрная пешка · h7 чёрная пешка · c6 чёрный конь · g6 чёрный ферзь · a5 чёрный слон · e5 белая пешка · c4 белый слон · b3 белый ферзь · c3 белый конь · f3 белый конь · a2 белая пешка · f2 белая пешка · g2 белая пешка · h2 белая пешка · a1 белая ладья · c1 белый слон · d1 белая ладья · g1 белый король | a8 чёрная ладья · c8 чёрный слон · e8 чёрный король · h8 чёрная ладья · a7 чёрная пешка · b7 чёрная пешка · c7 чёрная пешка · d7 чёрная пешка · e7 чёрный конь · f7 чёрная пешка · g7 чёрная пешка · h7 чёрная пешка · c6 чёрный конь · g6 чёрный ферзь · a5 чёрный слон · e5 белая пешка · c4 белый слон · b3 белый ферзь · c3 белый конь · f3 белый конь · a2 белая пешка · f2 белая пешка · g2 белая пешка · h2 белая пешка · a1 белая ладья · c1 белый слон · d1 белая ладья · g1 белый король | a8 чёрная ладья · c8 чёрный слон · e8 чёрный король · h8 чёрная ладья · a7 чёрная пешка · b7 чёрная пешка · c7 чёрная пешка · d7 чёрная пешка · e7 чёрный конь · f7 чёрная пешка · g7 чёрная пешка · h7 чёрная пешка · c6 чёрный конь · g6 чёрный ферзь · a5 чёрный слон · e5 белая пешка · c4 белый слон · b3 белый ферзь · c3 белый конь · f3 белый конь · a2 белая пешка · f2 белая пешка · g2 белая пешка · h2 белая пешка · a1 белая ладья · c1 белый слон · d1 белая ладья · g1 белый король | a8 чёрная ладья · c8 чёрный слон · e8 чёрный король · h8 чёрная ладья · a7 чёрная пешка · b7 чёрная пешка · c7 чёрная пешка · d7 чёрная пешка · e7 чёрный конь · f7 чёрная пешка · g7 чёрная пешка · h7 чёрная пешка · c6 чёрный конь · g6 чёрный ферзь · a5 чёрный слон · e5 белая пешка · c4 белый слон · b3 белый ферзь · c3 белый конь · f3 белый конь · a2 белая пешка · f2 белая пешка · g2 белая пешка · h2 белая пешка · a1 белая ладья · c1 белый слон · d1 белая ладья · g1 белый король | a8 чёрная ладья · c8 чёрный слон · e8 чёрный король · h8 чёрная ладья · a7 чёрная пешка · b7 чёрная пешка · c7 чёрная пешка · d7 чёрная пешка · e7 чёрный конь · f7 чёрная пешка · g7 чёрная пешка · h7 чёрная пешка · c6 чёрный конь · g6 чёрный ферзь · a5 чёрный слон · e5 белая пешка · c4 белый слон · b3 белый ферзь · c3 белый конь · f3 белый конь · a2 белая пешка · f2 белая пешка · g2 белая пешка · h2 белая пешка · a1 белая ладья · c1 белый слон · d1 белая ладья · g1 белый король | 2 |
| 1 | a8 чёрная ладья · c8 чёрный слон · e8 чёрный король · h8 чёрная ладья · a7 чёрная пешка · b7 чёрная пешка · c7 чёрная пешка · d7 чёрная пешка · e7 чёрный конь · f7 чёрная пешка · g7 чёрная пешка · h7 чёрная пешка · c6 чёрный конь · g6 чёрный ферзь · a5 чёрный слон · e5 белая пешка · c4 белый слон · b3 белый ферзь · c3 белый конь · f3 белый конь · a2 белая пешка · f2 белая пешка · g2 белая пешка · h2 белая пешка · a1 белая ладья · c1 белый слон · d1 белая ладья · g1 белый король | a8 чёрная ладья · c8 чёрный слон · e8 чёрный король · h8 чёрная ладья · a7 чёрная пешка · b7 чёрная пешка · c7 чёрная пешка · d7 чёрная пешка · e7 чёрный конь · f7 чёрная пешка · g7 чёрная пешка · h7 чёрная пешка · c6 чёрный конь · g6 чёрный ферзь · a5 чёрный слон · e5 белая пешка · c4 белый слон · b3 белый ферзь · c3 белый конь · f3 белый конь · a2 белая пешка · f2 белая пешка · g2 белая пешка · h2 белая пешка · a1 белая ладья · c1 белый слон · d1 белая ладья · g1 белый король | a8 чёрная ладья · c8 чёрный слон · e8 чёрный король · h8 чёрная ладья · a7 чёрная пешка · b7 чёрная пешка · c7 чёрная пешка · d7 чёрная пешка · e7 чёрный конь · f7 чёрная пешка · g7 чёрная пешка · h7 чёрная пешка · c6 чёрный конь · g6 чёрный ферзь · a5 чёрный слон · e5 белая пешка · c4 белый слон · b3 белый ферзь · c3 белый конь · f3 белый конь · a2 белая пешка · f2 белая пешка · g2 белая пешка · h2 белая пешка · a1 белая ладья · c1 белый слон · d1 белая ладья · g1 белый король | a8 чёрная ладья · c8 чёрный слон · e8 чёрный король · h8 чёрная ладья · a7 чёрная пешка · b7 чёрная пешка · c7 чёрная пешка · d7 чёрная пешка · e7 чёрный конь · f7 чёрная пешка · g7 чёрная пешка · h7 чёрная пешка · c6 чёрный конь · g6 чёрный ферзь · a5 чёрный слон · e5 белая пешка · c4 белый слон · b3 белый ферзь · c3 белый конь · f3 белый конь · a2 белая пешка · f2 белая пешка · g2 белая пешка · h2 белая пешка · a1 белая ладья · c1 белый слон · d1 белая ладья · g1 белый король | a8 чёрная ладья · c8 чёрный слон · e8 чёрный король · h8 чёрная ладья · a7 чёрная пешка · b7 чёрная пешка · c7 чёрная пешка · d7 чёрная пешка · e7 чёрный конь · f7 чёрная пешка · g7 чёрная пешка · h7 чёрная пешка · c6 чёрный конь · g6 чёрный ферзь · a5 чёрный слон · e5 белая пешка · c4 белый слон · b3 белый ферзь · c3 белый конь · f3 белый конь · a2 белая пешка · f2 белая пешка · g2 белая пешка · h2 белая пешка · a1 белая ладья · c1 белый слон · d1 белая ладья · g1 белый король | a8 чёрная ладья · c8 чёрный слон · e8 чёрный король · h8 чёрная ладья · a7 чёрная пешка · b7 чёрная пешка · c7 чёрная пешка · d7 чёрная пешка · e7 чёрный конь · f7 чёрная пешка · g7 чёрная пешка · h7 чёрная пешка · c6 чёрный конь · g6 чёрный ферзь · a5 чёрный слон · e5 белая пешка · c4 белый слон · b3 белый ферзь · c3 белый конь · f3 белый конь · a2 белая пешка · f2 белая пешка · g2 белая пешка · h2 белая пешка · a1 белая ладья · c1 белый слон · d1 белая ладья · g1 белый король | a8 чёрная ладья · c8 чёрный слон · e8 чёрный король · h8 чёрная ладья · a7 чёрная пешка · b7 чёрная пешка · c7 чёрная пешка · d7 чёрная пешка · e7 чёрный конь · f7 чёрная пешка · g7 чёрная пешка · h7 чёрная пешка · c6 чёрный конь · g6 чёрный ферзь · a5 чёрный слон · e5 белая пешка · c4 белый слон · b3 белый ферзь · c3 белый конь · f3 белый конь · a2 белая пешка · f2 белая пешка · g2 белая пешка · h2 белая пешка · a1 белая ладья · c1 белый слон · d1 белая ладья · g1 белый король | a8 чёрная ладья · c8 чёрный слон · e8 чёрный король · h8 чёрная ладья · a7 чёрная пешка · b7 чёрная пешка · c7 чёрная пешка · d7 чёрная пешка · e7 чёрный конь · f7 чёрная пешка · g7 чёрная пешка · h7 чёрная пешка · c6 чёрный конь · g6 чёрный ферзь · a5 чёрный слон · e5 белая пешка · c4 белый слон · b3 белый ферзь · c3 белый конь · f3 белый конь · a2 белая пешка · f2 белая пешка · g2 белая пешка · h2 белая пешка · a1 белая ладья · c1 белый слон · d1 белая ладья · g1 белый король | 1 |
|   | a | b | c | d | e | f | g | h |   |

Согласно справочнику "The Oxford Companion to Chess", имя Поттера носят варианты в шотландской партии (1. e4 e5 2. Кf3 Кc6 3. d4 ed 4. К:d4 Сc5 5. Кb3; предложен Поттером в 1870-х гг. и возрожден В. М. Иванчуком и М. Карлсеном) и гамбите Эванса (1. e4 e5 2. Кf3 Кc6 3. Сc4 Сc5 4. b4 С:b4 5. c3 Сa5 6. d4 ed 7. 0—0 dc 8. Фb3 Фf6 9. e5 Фg6 10. К:c3 Кge7 11. Лd1; анализ в журнале "Land and Water").

## Вклад в теорию эндшпиля
В историю шахмат вошел также как соавтор партии-прототипа знаменитого этюда Барбье — Сааведры. В 1875 г. он сыграл партию против Р. Фентона, на основе которой Ж. Барбье составил этюд, впоследствии дополненный Ф. Сааведрой.

## Спортивные результаты
| Год  | Город  | Соревнование                                 | + | − | =  | Результат | Место |
| ---- | ------ | -------------------------------------------- | - | - | -- | --------- | ----- |
| 1870 | Лондон | Гандикап-турнир Лондонского шахматного клуба |   |   |    |           | 1     |
| 1875 | Лондон | Матч с И. Цукертортом                        | 2 | 4 | 8  | 6 : 8     |       |
| 1876 | Лондон | Международный турнир                         | 7 | 5 | 2  | 8 из 14   | 3     |
| 1879 | Лондон | Матч с Дж. Мэзоном                           | 5 | 5 | 11 | 10½ : 10½ |       |